# Spilosoma vulpinaria
Spilosoma vulpinaria là một loài bướm đêm thuộc phân họ Arctiinae, họ Erebidae.